# Школьная медаль
Школьная медаль (официально — медаль «За особые успехи в учении») — знак отличия, выдаваемый по завершении среднего общего образования в школах России и стран бывшего Советского Союза. Медаль является одним из основных видов поощрения выпускников средних школ за успехи в учёбе.

## История школьных медалей в России и СССР

### Российская империя
История школьных медалей в России начинается в 1828 году с принятием «Устава гимназий и училищ уездных и приходских».
Этот вид медалей был отменён после Октябрьской революции 1917 года.

### СССР

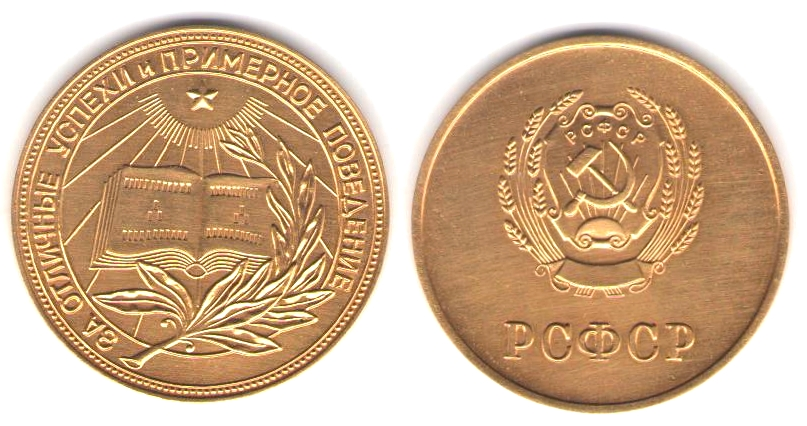
Золотая медаль РСФСР

В СССР школьные медали введены постановлением СНК СССР № 1247 от 30 мая 1945 года. Медали золотые и серебряные изготавливались из золота 583 пробы и серебра 925 пробы соответственно. Медаль представляла собой правильный круг диаметром 32 мм и штамповалась в 16 вариантах для каждой из существовавших в тот момент союзных республик. Надпись «За отличные успехи и примерное поведение» так же исполнялась на национальных языках союзных республик.
Первое изменение системы награждения лучших учеников произошло в 1954 году — изменились технические условия производства золотых медалей, их проба была понижена до 375 (уменьшилось количество золота в медали). Серебряные медали остались без изменения.
С 1957 года прекращается награждение медалями Карело-Финской ССР в связи с изменением её статуса: союзная республика становится автономной в составе РСФСР.
В 1960 году вводятся новые образцы школьных медалей «За отличные успехи в учении, труде и за примерное поведение». Диаметр медалей увеличен до 40 мм, материал изготовления изменён на томпак для золотых медалей и мельхиор для серебряных. Драгметаллы в медалях остались лишь в виде напыления.

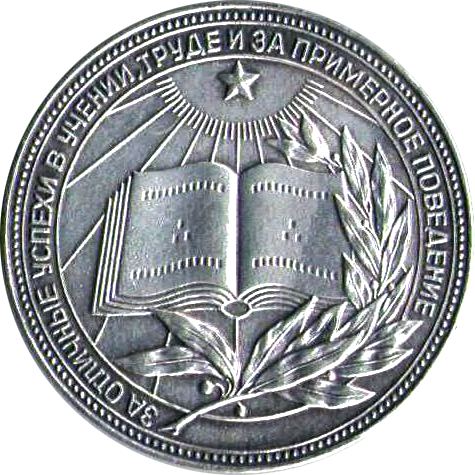
Советская Серебряная медаль об окончании школы РСФСР. Аверс

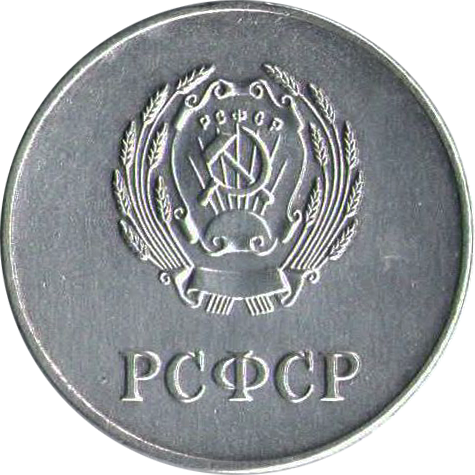
Советская Серебряная медаль об окончании школы РСФСР. Реверс

В 1968 году награждения серебряной медалью были прекращены.
В 1977 году принята новая Конституция СССР, вслед за ней новые Конституции приняли все республики Союза. У части республик произошли изменения в гербах, что нашло отображение и на гербовых сторонах школьных медалей. Наиболее известный факт — в верхней части герба РСФСР появилась маленькая пятиконечная звездочка.
В 1985 году Совет Министров СССР Постановлением от 6 августа № 740 «О награждении выпускников средних общеобразовательных школ серебряной медалью» восстановил серебряную медаль с небольшим изменением — в отличие от золотой, слово «отличные» на медали отсутствовало.

### Российская Федерация
В России до реформы 2014 года были известны три рисунка медалей: переходный 1992 года («с женщиной»), 1995 года с гербом и 2007 года с гербом и эмалевой лентой цветов Российского флага. Вручались золотая и серебряная медали «За особые успехи в учении».

#### Золотая медаль «За особые успехи в учении»
Золотая медаль являлась высшей степенью отличия. Золотой медалью «За особые успехи в учении» награждались прошедшие государственную (итоговую) аттестацию выпускники, имевшие полугодовые, годовые и итоговые отметки «отлично» по всем общеобразовательным предметам учебного плана, изучавшимся на ступени среднего (полного) общего образования. Аттестат обладателя золотой медали оформлялся с золотым тиснением. С 2014 года не вручается.
Образец медали, выданный в Ростовской области, 2007 г.

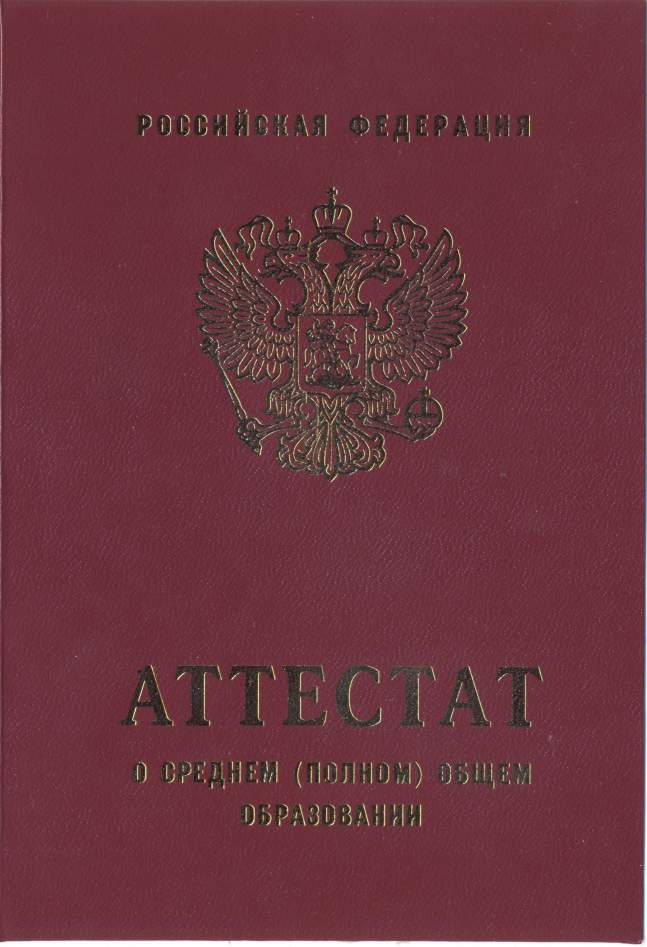
Аттестат обладателя золотой медали, 2007 г.
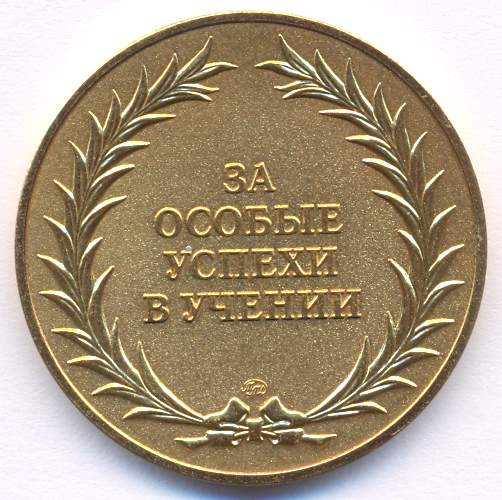
Золотая медаль «За особые успехи в учении» (реверс), 2007 г.
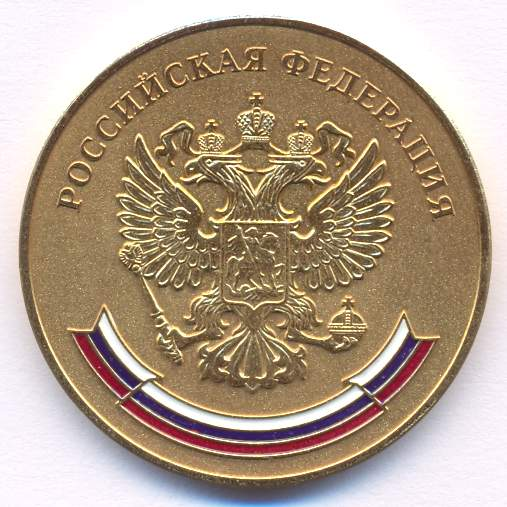
Золотая медаль «За особые успехи в учении» (аверс), 2007 г.
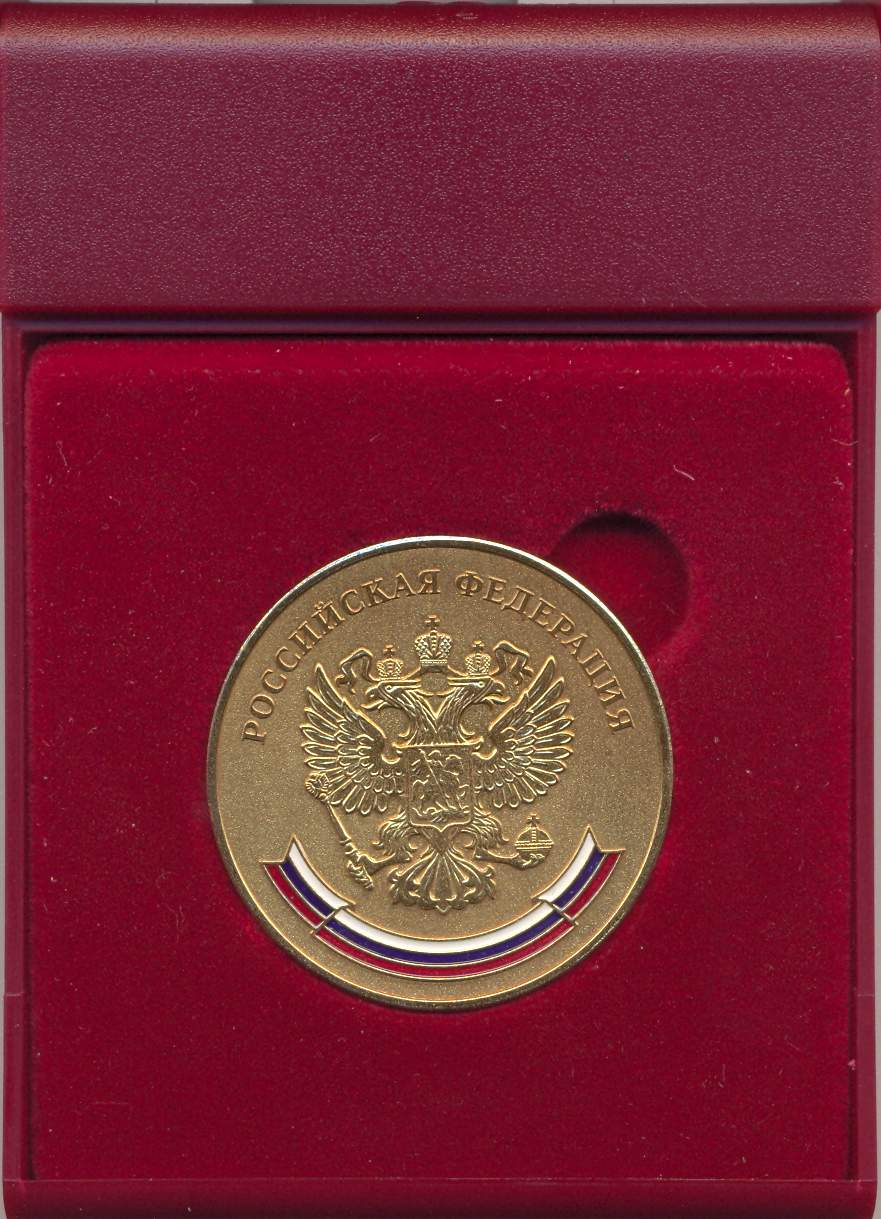
Золотая медаль (аверс) в футляре, 2007 г.

Образец медали, выданный в Республике Карелия, 2008 г.

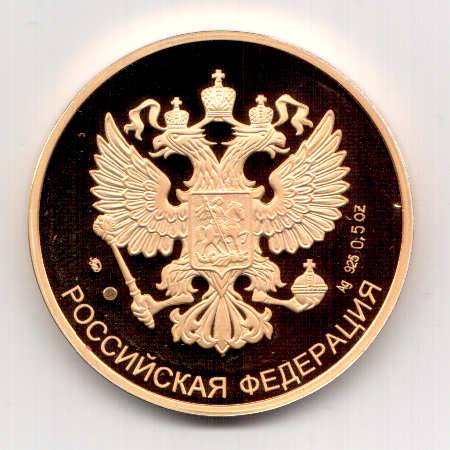
Золотая медаль «За особые успехи в учении» (аверс), 2008 г.
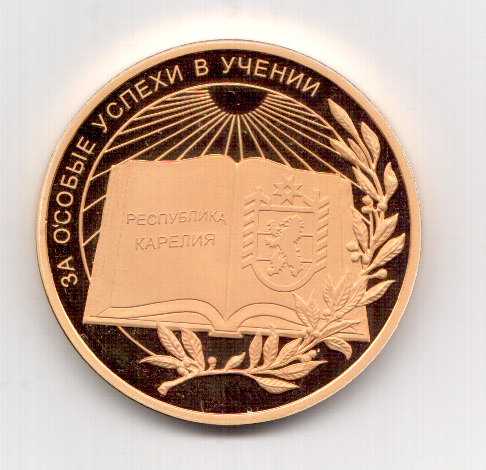
Золотая медаль «За особые успехи в учении» (реверс), 2008 г.

#### Серебряная медаль «За особые успехи в учении»
Серебряная медаль являлась второй после золотой медали степенью отличия. Серебряной медалью «За особые успехи в учении» награждались прошедшие государственную (итоговую) аттестацию выпускники, имевшие полугодовые, годовые и итоговые отметки «отлично» и не более двух отметок «хорошо» по общеобразовательным предметам учебного плана, изучавшимся на ступени среднего (полного) общего образования. Аттестат обладателя серебряной медали оформлялся с серебряным тиснением. С 2014 года не вручается, но 1 сентября 2023 года в школы вернулась Серебряная медаль. Награда теперь называется «За особые успехи в учении» II степени.

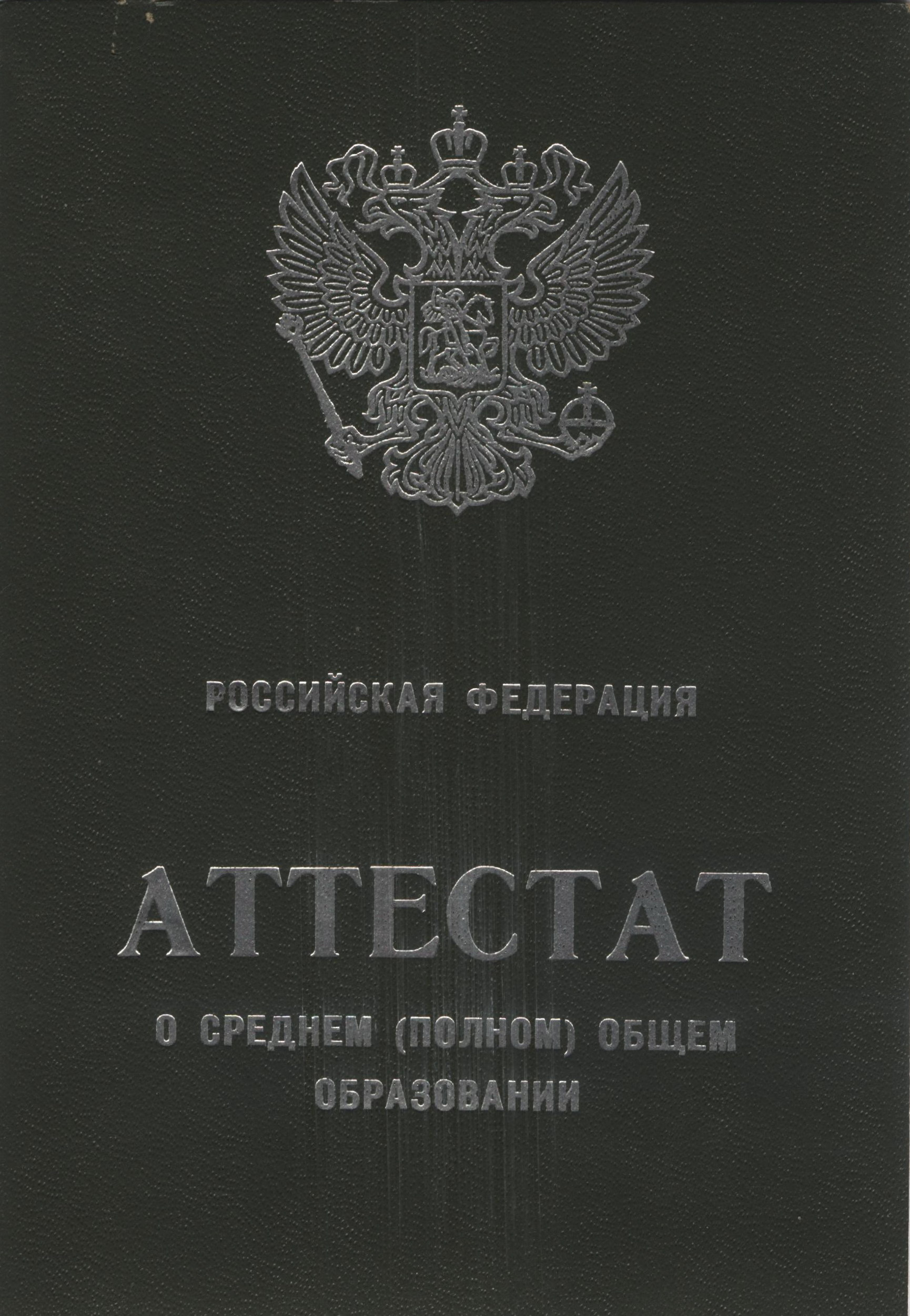
Аттестат обладателя серебряной медали, 2003 г.
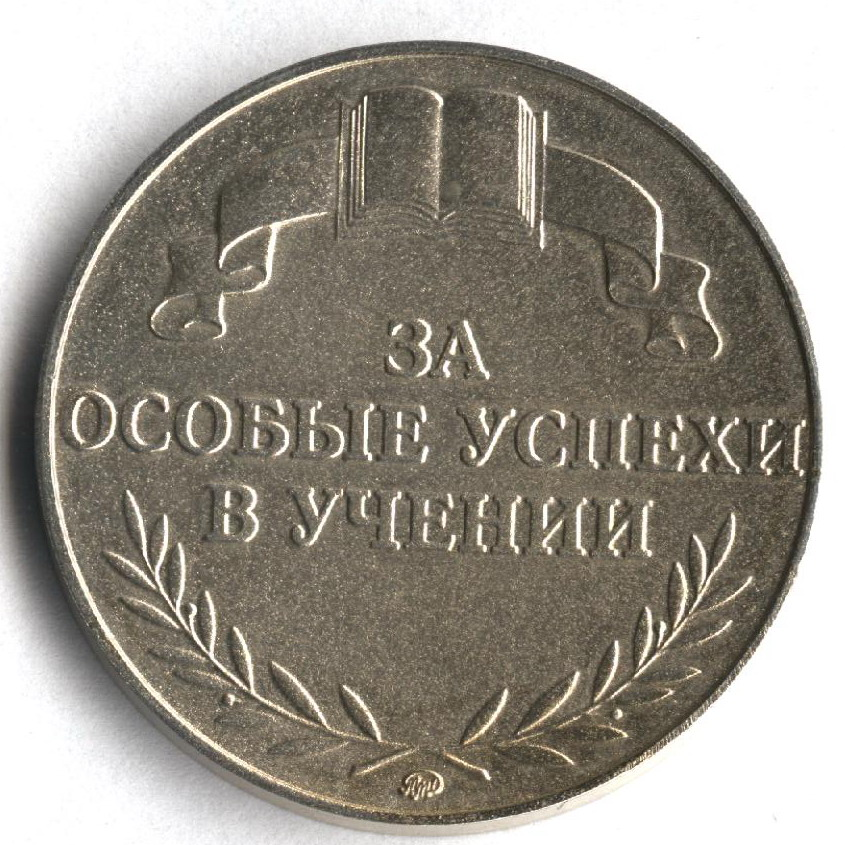
Серебряная медаль «За особые успехи в учении» (реверс), 2003 г.
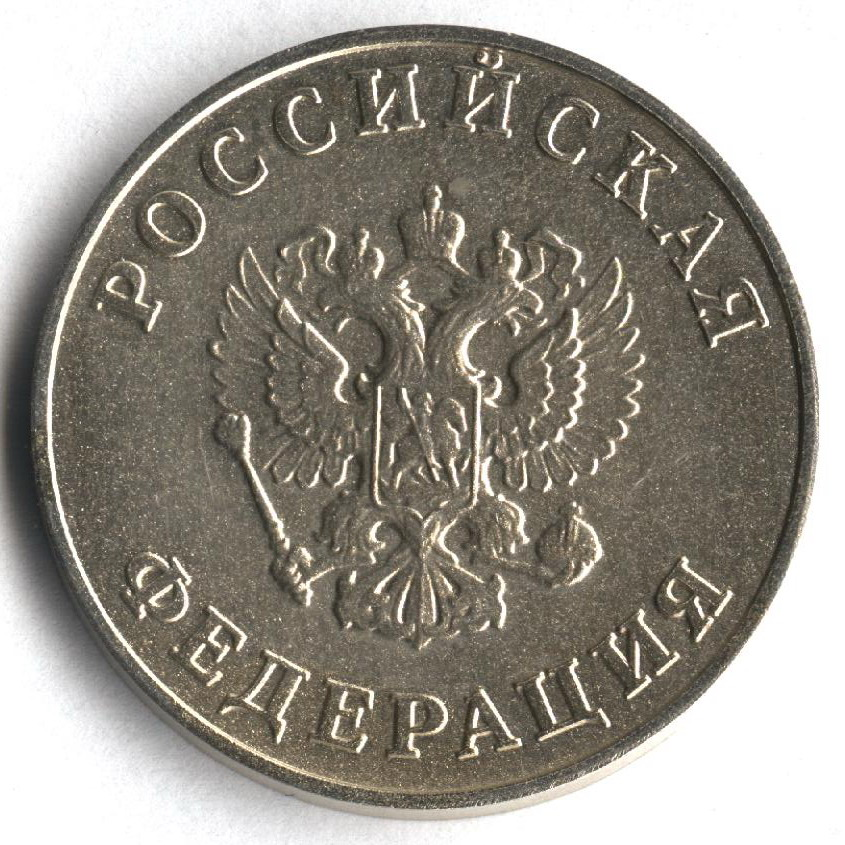
Серебряная медаль «За особые успехи в учении» (аверс), 2003 г.
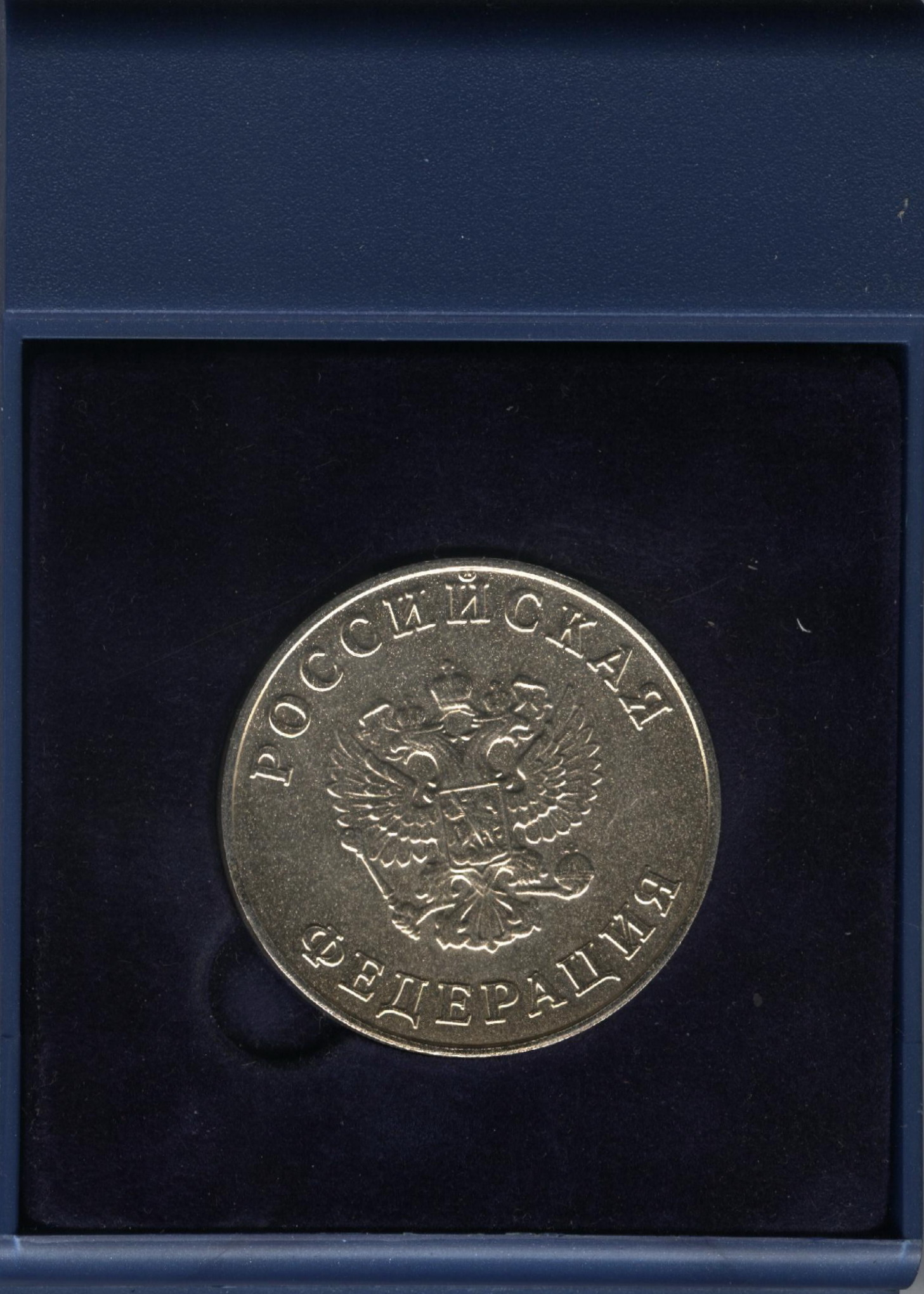
Серебряная медаль (аверс) в футляре, 2004 г.

#### Медаль «За особые успехи в учении» (с 2013 года)
Новый этап в истории школьных медалей в России наступил в связи с принятием Федерального закона от 29 декабря 2012 года № 273-ФЗ «Об образовании в Российской Федерации» и изданием Приказа Министерства образования и науки Российской Федерации от 18 сентября 2013 года № 1074. Было принято решение, что золотые и серебряные медали «За особые успехи в учении» на федеральном уровне, начиная с 2014 года, вручаться не будут. Вместо этого Приказом Министерства образования и науки Российской Федерации от 27 августа 2013 года № 989 были установлены образцы аттестатов о среднем общем образовании с отличием, похожие на аттестаты обладателей золотых медалей, а право награждать медалями было передано регионам России. Однако уже 20 мая 2014 года Государственная Дума приняла закон, который возвращает федеральную медаль для поощрения выпускников. 27 мая этот закон был подписан Президентом Российской Федерации (Федеральный закон от 27 мая 2014 г. N 135-ФЗ).
Новая награда, медаль «За особые успехи в учении», не имеет в наименовании слов «золотая» или «серебряная» и вручается выпускникам, завершившим освоение образовательных программ среднего общего образования, успешно прошедшим государственную итоговую аттестацию и имеющим только итоговые оценки успеваемости «отлично» по всем учебным предметам. Таким образом, получить медаль образца 2014 года стало несколько проще, чем золотую медаль старого образца. Медаль «За особые успехи в учении» образца 2014 года вручается выпускникам в торжественной обстановке одновременно с выдачей аттестата о среднем общем образовании с отличием.

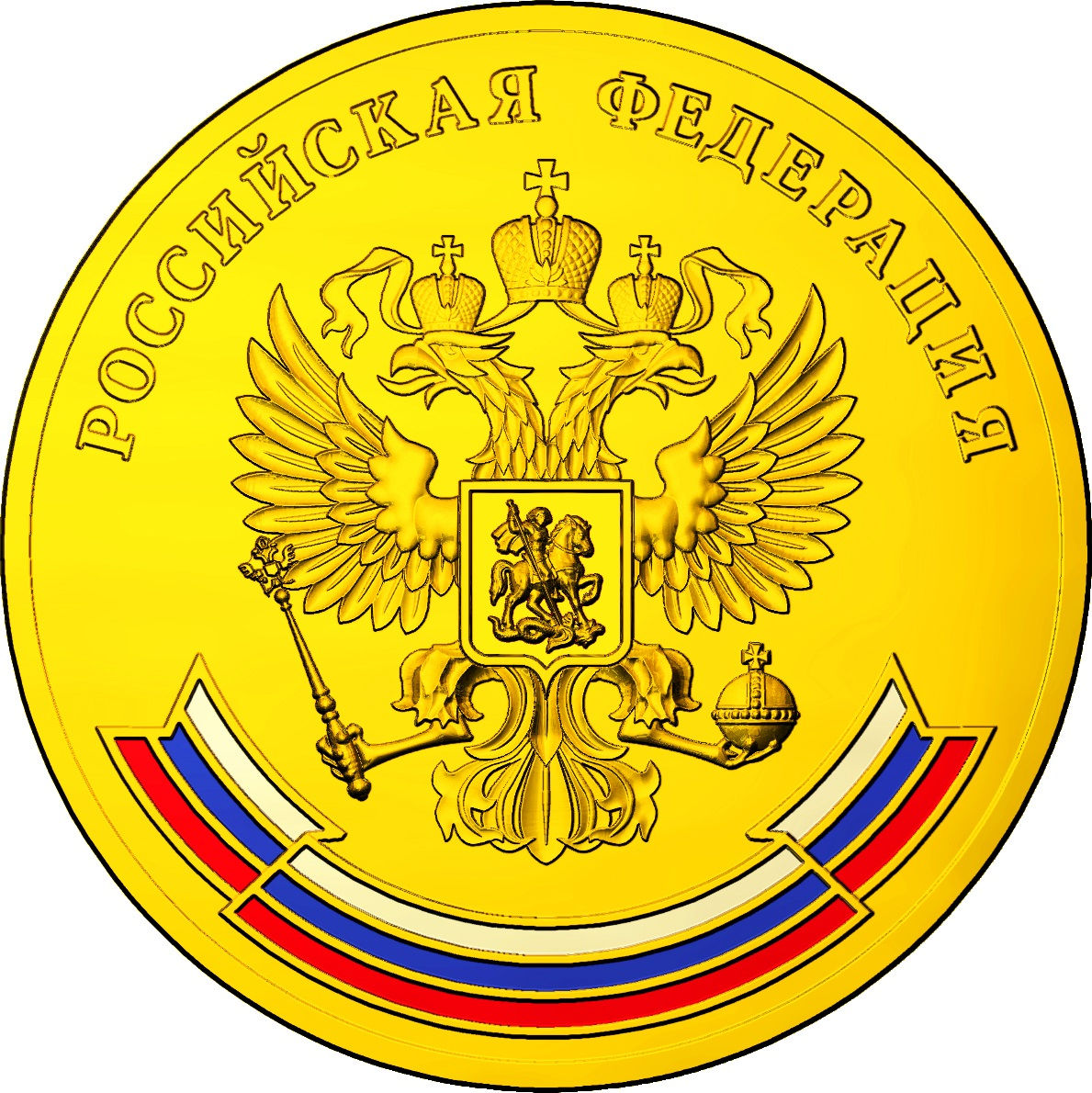
Рисунок медали «За особые успехи в учении» (аверс), 2014 г.
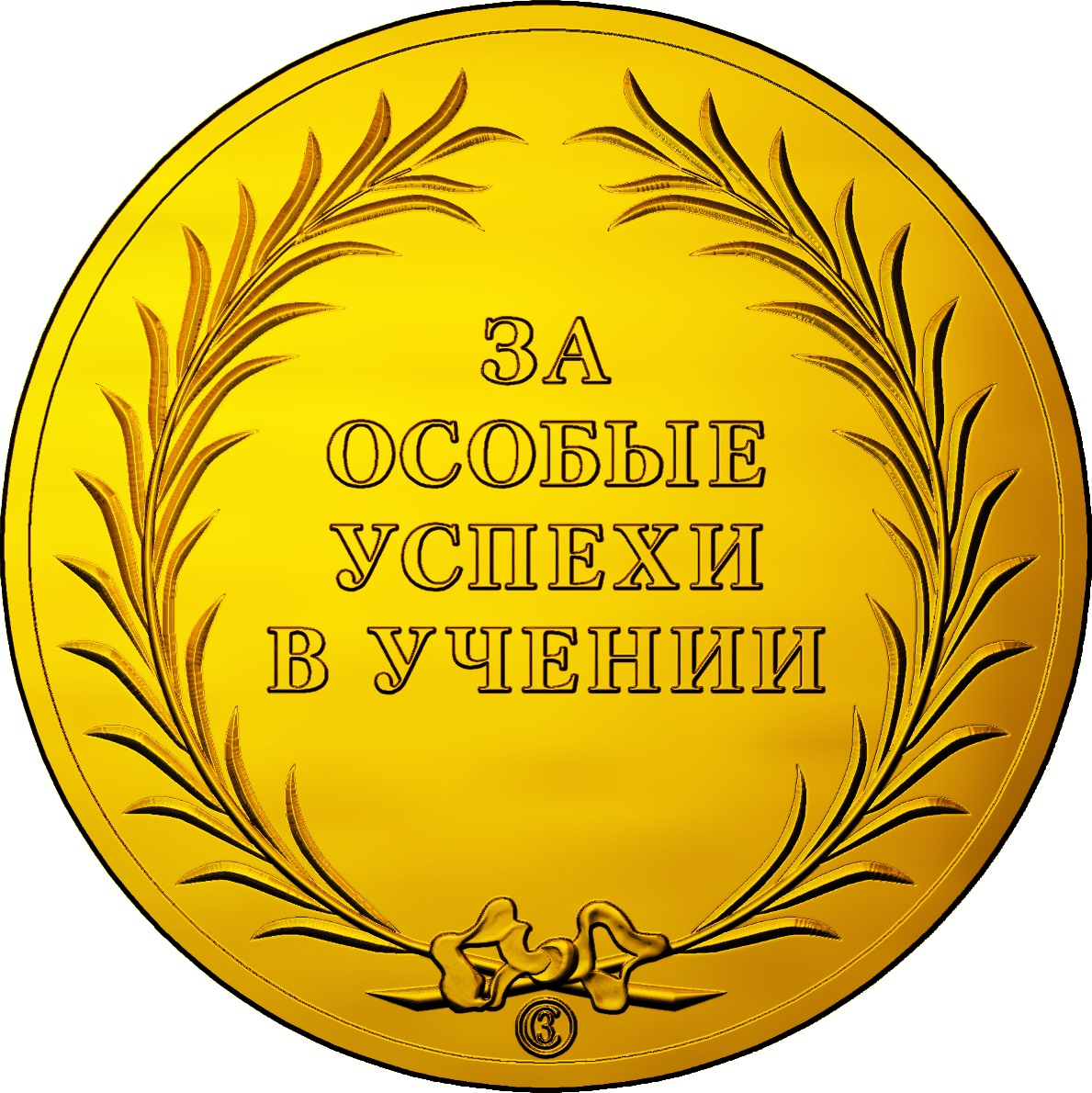
Рисунок медали «За особые успехи в учении» (реверс), 2014 г.

#### Медаль «За особые успехи в учении» (с 2020 года)

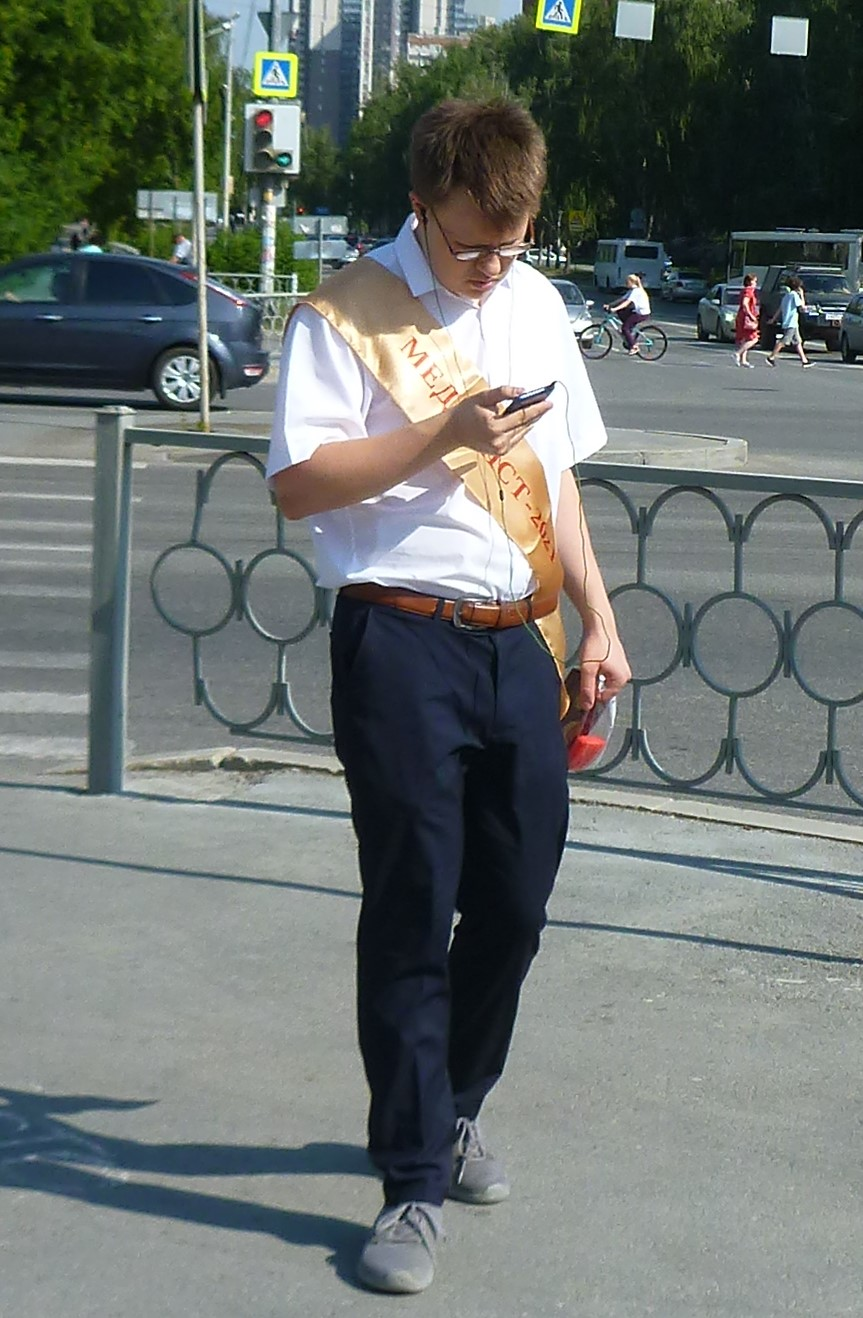
Выпускник школы с медалью образца 2020 года

Приказ Минпросвещения об утверждении нового вида медали «За особые успехи в учении» был подписан 16 сентября и вступил в силу с 1 ноября 2020 года. Медаль упаковывается в пластиковый футляр красного цвета с изображением Государственного герба РФ.
Чтобы получить такую награду, школьники выпускных классов должны подтвердить свои знания высокими баллами ЕГЭ. Модификацию награды для выпускников-отличников разработал Юрий Ермаков, художник, главный технолог предприятия ОАО «Киржачская типография». Одним из нововведений новой медали является обязательное присутствие товарного знака отечественной организации-изготовителя, располагающегося на обороте. Лучшим выпускникам российских школ новую медаль начнут выдавать в конце 2020-21 учебного года.

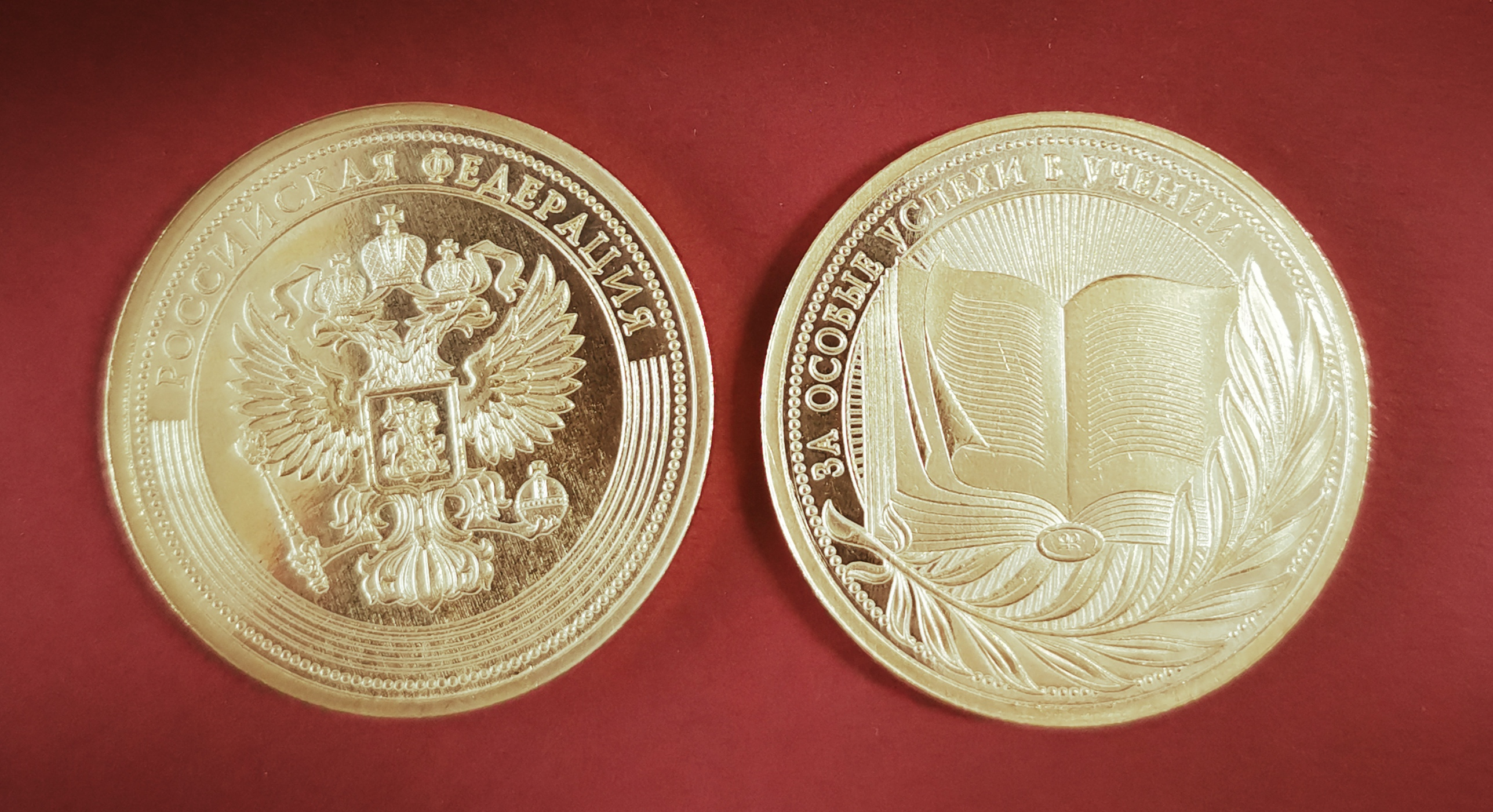
Медаль «За особые успехи в учении», 2020 г.
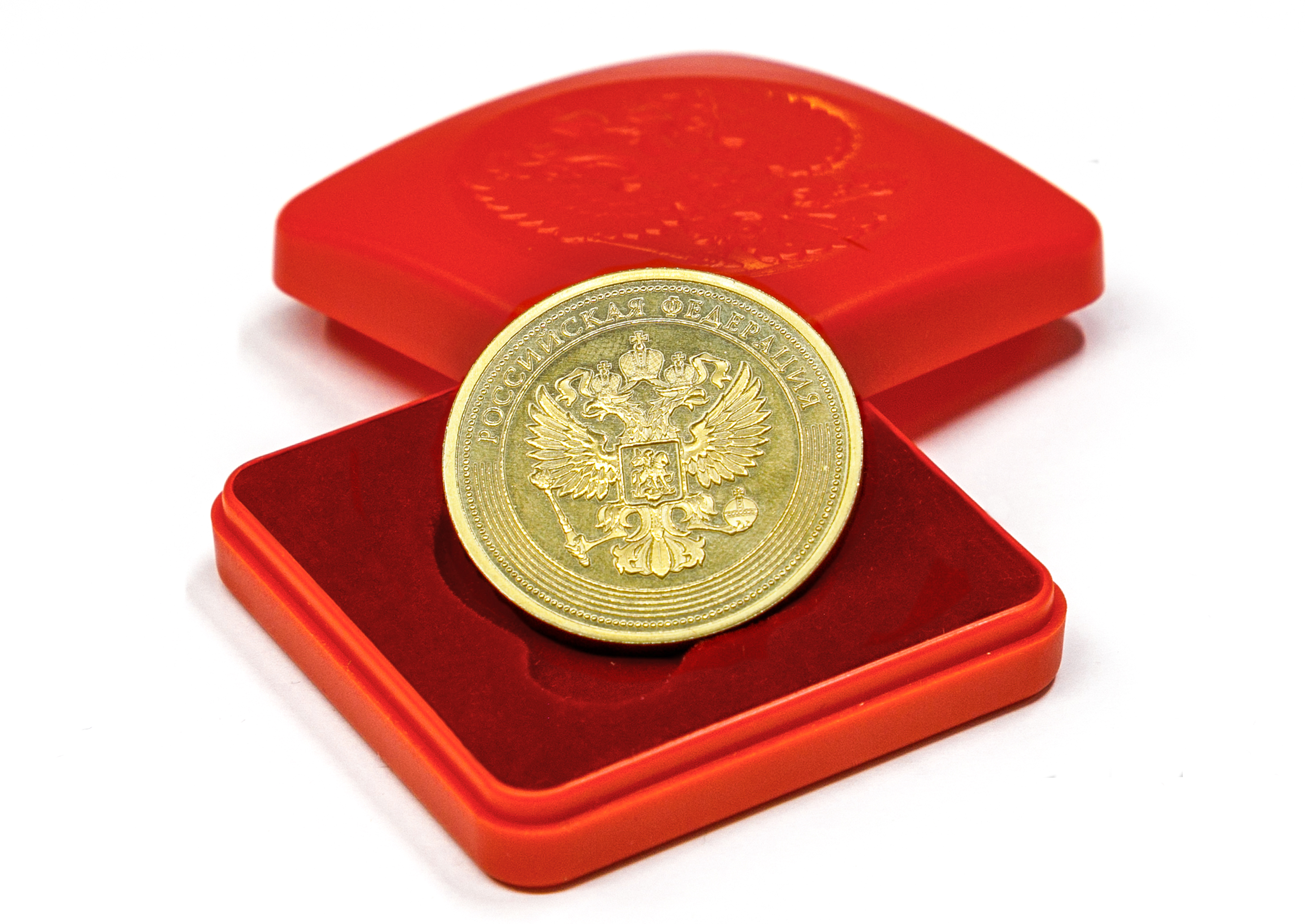
Медаль «За особые успехи в учении» в футляре, 2020 г.

4 августа 2023 года был принят закон о возвращении серебряной медали в школы.

## Факты
- Первым золотым медалистом СССР был Евгений Щукин, выпускник московской школы № 110[10].
- Первой золотой медалисткой УССР в 1945 году стала выпускница Киевской женской школы № 57 Шпицбурд Ленита Шулимовна 1927 года рождения (см. документ справа).

В 2003 году министр образования РФ Владимир Филиппов предлагал делать золотые и серебряные медали для выпускников настенными. По словам Филиппова, «это делается во всем мире, чтобы эти медали не пылились в ящиках, а висели как регалии на стене».
По статистике последних лет, на Сахалине золотую медаль получает каждый 596-й школьник, в Московской области — каждый 253-й, в Саратовской — каждый 158-й, в Ростовской — каждый 55-й, в Республике Ингушетии — каждый 39-й, в Краснодарском крае — каждый 38-й, в Ставропольском крае — каждый 29-й, в Республике Кабардино-Балкария — каждый 18-й.
До 1917 года золотая медаль не была в России общенациональной: выпускники гимназий получали эту почетную награду, если таково было решение совета гимназии. До 1835 года это решение утверждалось местным университетом, а с 1835 года — учебным округом. В некоторых трудных случаях присуждение золотой медали было делом политическим: когда директор гимназии Ф. Керенский (отец будущего главы российского Временного правительства) отдал распоряжение выдать золотую медаль выпускнику Владимиру Ульянову (родному брату террориста-народовольца, ответственного за покушение на императора Александра III), это событие вызвало пересуды. Для того чтобы получить медаль, гимназисту прошлых лет надо было иметь оценки «отлично» по латинскому, древнегреческому языку и математике, средний балл не менее 4,5 по всем остальным дисциплинам и правильное поведение. В СССР решение награждать школьников золотой медалью было утверждено постановлением СНК в 1944 году. В 1968 году были отменены серебряные медали и введены грамоты «За особые успехи в изучении отдельных предметов». По итогам 1985/86 учебного года школьникам вновь стали присуждать серебряные медали. В 2014 году федеральные серебряные медали были снова отменены.
Каждый год летом, после вручения аттестатов об общем (полном) среднем образовании, по всей России проводятся балы для выпускников, награждённых золотыми медалями (например, Бал золотых медалистов в Петергофе для выпускников петербургских школ).